# Италијанско заузимање Британског Сомалиленда
Италијанско заузимање Британског Сомалиланда одиграло се у августу 1940. током Другог светског рата.